# Попівка (Олександрійський район)
Попі́вка (МФА: [popiŭka] ( прослухати)) — село в Україні, в Онуфріївській селищній громаді Олександрійського району Кіровоградської області.
Населення становить 746 осіб. Відстань до центру громади становить близько 6 км і проходить автошляхом Т 1203. Колишній центр Попівської сільської ради.
На південь від села розташований ботанічний заказник загальнодержавного значення «Бузове».

## Історія
Село Попівка засноване у 1780-х роках Макаром Петровичем Леонтовичем. Назва свідчить про зв'язок власника з церквою.
Станом на 1886 рік у селі Онуфріївської волості Олександрійського повіту Херсонської губернії мешкало 1053 особи, налічувалось 184 дворових господарства, діяла Петро-Павлівська православна церква та церковно-приходська школа, відкрита у 1862 році

## Населення
Згідно з переписом УРСР 1989 року чисельність наявного населення села становила 807 осіб, з яких 333 чоловіки та 474 жінки.
За переписом населення України 2001 року в селі мешкало 745 осіб.

### Мова
Розподіл населення за рідною мовою за даними перепису 2001 року:
| Мова       | Кількість | Відсоток |
| ---------- | --------- | -------- |
| українська | 737       | 98.79%   |
| російська  | 8         | 1.08%    |
| білоруська | 1         | 0.13%    |
| Усього     | 746       | 100%     |

## Особистості
- Калачевський Михайло Миколайович (1851—1907) — український композитор, піаніст, музично-громадський діяч.
- Крюкова Ніла Валеріївна (1943—2018) — народна артистка України (1985), лауреат Державної премії України імені Т. Г. Шевченка, Герой України.